# 茨城県道21号常陸大宮御前山線
茨城県道21号常陸大宮御前山線（いばらきけんどう21ごう ひたちおおみやごぜんやません）は、茨城県常陸大宮市内を通る県道（主要地方道）である。

## 概要
この道路は、常陸大宮市内の大宮地域から御前山地域までを結ぶ重要な道路であり、全線片側1車線である。付近に工業団地がある。

### 路線データ
- 起点：茨城県常陸大宮市上町310番の1（国道293号交点・上町東交差点）[1]
- 終点：茨城県常陸大宮市野口（国道123号・茨城県道12号那須烏山御前山線交点・野口交差点）
- 総延長：8.391 km[2]
- 重用延長：0.027 km[2]
- 未供用延長：なし[2]
- 実延長：8.364 km[2]
- 自動車交通不能区間延長[注釈 1]：なし[2]

## 歴史
1972年（昭和47年）3月1日、前身にあたる県道（主要地方道）日立御前山線（整理番号36）が廃止され、那珂郡大宮町（現：常陸大宮市）を起点とし、茨城県東茨城郡御前山村（現：常陸大宮市）の終点まで至る区間を茨城県が県道路線認定した。1995年（平成7年）に、整理番号変更により現在の整理番号21となり、平成の大合併以降、2005年（平成17年）には自治体名称の変更に合わせて現在の路線名称である常陸大宮御前山線に変更され現在に至る。

### 年表
- 1965年（昭和40年）8月26日
  - 前身路線にあたる日立御前山線が路線認定される[3]。
  - 同時に、前々身路線にあたる茂木大宮線（栃木県茂木町 - 大宮町大字大宮）を廃止[4]
- 1972年（昭和47年）3月1日
  - 路線名を大宮御前山線（整理番号36）として路線認定[5]。
  - 那珂郡大宮町上町 - 東茨城郡御前山村大字野口の区間（延長8.383 km）を道路区域に決定、供用開始[6]。
  - 前身路線である日立御前山線（日立市 - 東茨城郡御前山村、整理番号36）を廃止[7][注釈 2]。
- 1993年（平成5年）5月11日 - 建設省から、県道大宮御前山線が大宮御前山線として主要地方道に指定される[8]。
- 1993年（平成5年）7月22日：東茨城郡御前山村（現：常陸大宮市）大字野口458-1から同村大字野口1421-1（国道123号交点＝終点・野口交差点）までの区間（約1.0 km）が供用開始される[9]。
- 1995年（平成7年）3月30日：整理番号36から現在の番号（整理番号21）に変更される[10]。
- 2001年（平成13年）3月1日：那珂郡大宮町大字小野の区間を、通行する車両の最大重量限度25トンの道路に指定[11]。
- 2005年（平成17年）4月1日：現路線名である常陸大宮御前山線に改称[12]。
- 2007年（平成19年）4月2日：常陸大宮市小野 - 同市野口の区間を、通行する車両の最大重量限度25トンの道路に指定[13]。
- 2007年（平成19年）4月12日：常陸大宮市上町の一部区間を、電線共同溝を整備すべき道路に指定[14]。

## 路線状況

### 重複区間
- 茨城県道102号長沢水戸線（常陸大宮市小野 - 常陸大宮市三美）

### 道路施設
- 中玉川橋（玉川、常陸大宮市石沢）

## 地理

### 通過する自治体
- 常陸大宮市

### 交差する道路

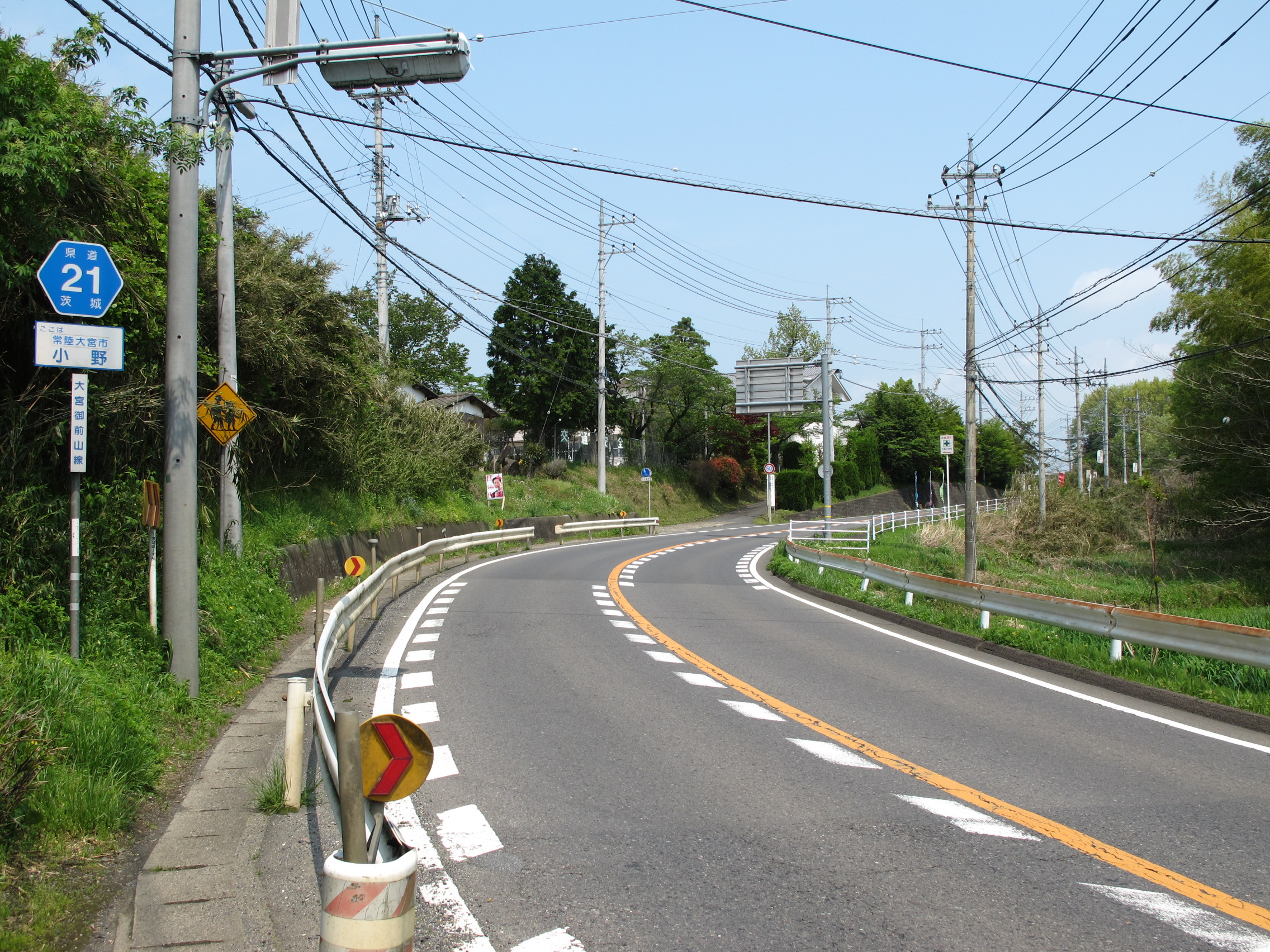
茨城県道21号常陸大宮御前山線
常陸大宮市小野（2012年5月）

- 国道293号・茨城県道318号小場常陸大宮停車場線（上町東交差点、起点）
- 国道118号（常陸大宮市上町）
- 茨城県道102号長沢水戸線（常陸大宮市小野）
- 茨城県道102号長沢水戸線（常陸大宮市三美）
- 国道123号・茨城県道12号那須烏山御前山線（野口交差点、終点）

### 沿線にある施設など
- 那珂カントリー倶楽部（常陸大宮市石沢）
- 水戸北部中核工業団地（常陸大宮市工業団地）